# William Fife III.

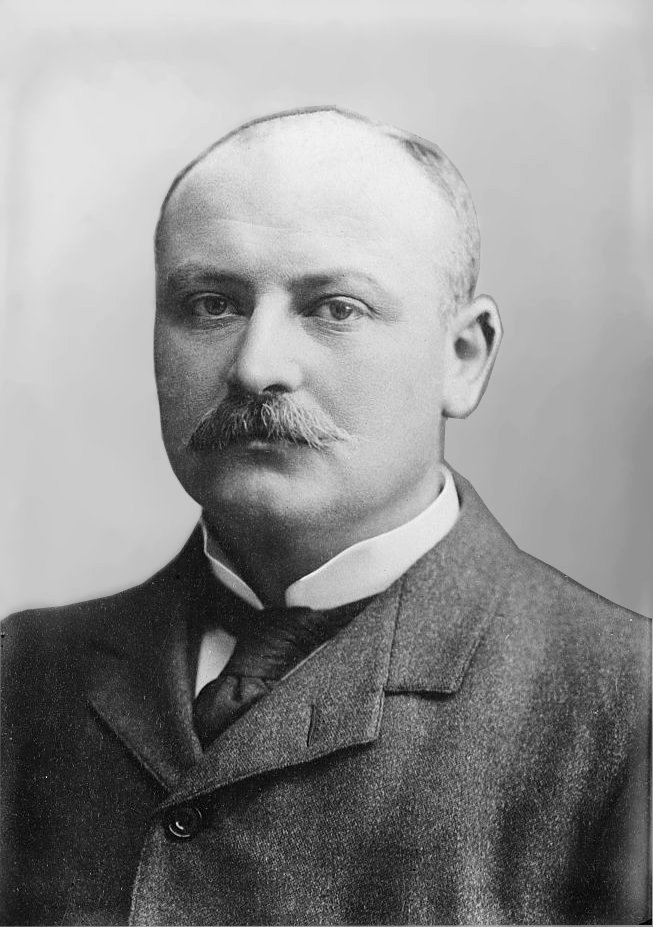
William Fife III. (Fotografie aus dem Jahr 1903)

William Fife III. (* 1857; † 1944) (auch William Fife Jr. genannt) war ein schottischer Konstrukteur von großen Segelyachten.

## Bedeutung
Seine bekanntesten Entwürfe waren die beiden Yachten Shamrock und Shamrock III des mehrmaligen America’s-Cup-Herausforderers Sir Thomas Lipton in den Jahren 1899 und 1903. Mit der Shamrock III entwarf William Fife III die größte, schnellste und modernste Segelyacht ihrer Zeit. Als einer der besten Yachtdesigner der Geschichte wurde er in die America’s Cup Hall of Fame aufgenommen.

## Lebensweg
William Fife III begann im Alter von 14 Jahren eine fünf Jahre dauernde Lehrzeit auf der väterlichen Werft in Fairlie am Clyde River in Schottland. Die 1790 gegründete Werft wurde von William Fife II 1840 übernommen. Nachdem William Fife III nach der Lehrzeit 15 Jahre in den Werften J. Fullerten & Co. und Culzean Yacht & Steam Launch am Ende als Geschäftsführer tätig war, kam er 1886 zurück nach Fairlie in die Werft seines Vaters.
Bereits Ende des 19. Jahrhunderts verfügte die Werft über die Voraussetzung, Yachten in der Kompositbauweise (Holzrumpf mit Stahlspanten) zu bauen. Die zahlreichen Regattaerfolge der von William Fife III konstruierten Yachten machten ihn so berühmt, dass bis zu 50 Regattayachten in der 1894 vom Vater übernommenen Werft gebaut wurden.
Nachdem William Fife III. Anfang des 20. Jahrhunderts im Gegensatz zu seinem Konkurrenten Charles E. Nicholson nicht mehr so erfolgreich in der 15mR-Klasse war, übernahm er nach dem Ersten Weltkrieg in der 6mR-Klasse und 8mR-Klasse die Führung. So konstruierte Charles E. Nicholson mit der Unterstützung von William Fife III die letzten beiden Shamrock Yachten von Sir Thomas Lipton.
1923 trat der Neffe von William Fife III., Robert Balderston, in die Werft ein.
Nach dem Tode William Fife III. im Jahre 1944 wurde die Werft verkauft und Mitte der 60er Jahre aufgrund wirtschaftlicher Schwierigkeiten geschlossen.

## Markenzeichen
Im Jahre 1889 konstruierte William Fife III. die Yacht Dragon, die auf den internationalen Regattabahnen sehr erfolgreich war. Ihr besonderes Erkennungszeichen war ein markanter Drachenkopf am Bug. Dieser Drachenkopf wurde zum Markenzeichen der schottischen Yachten aus der Werft aus Fairlie am Clyde River.

## Berühmte Segelyachten von William Fife III
- Dragon (1889)

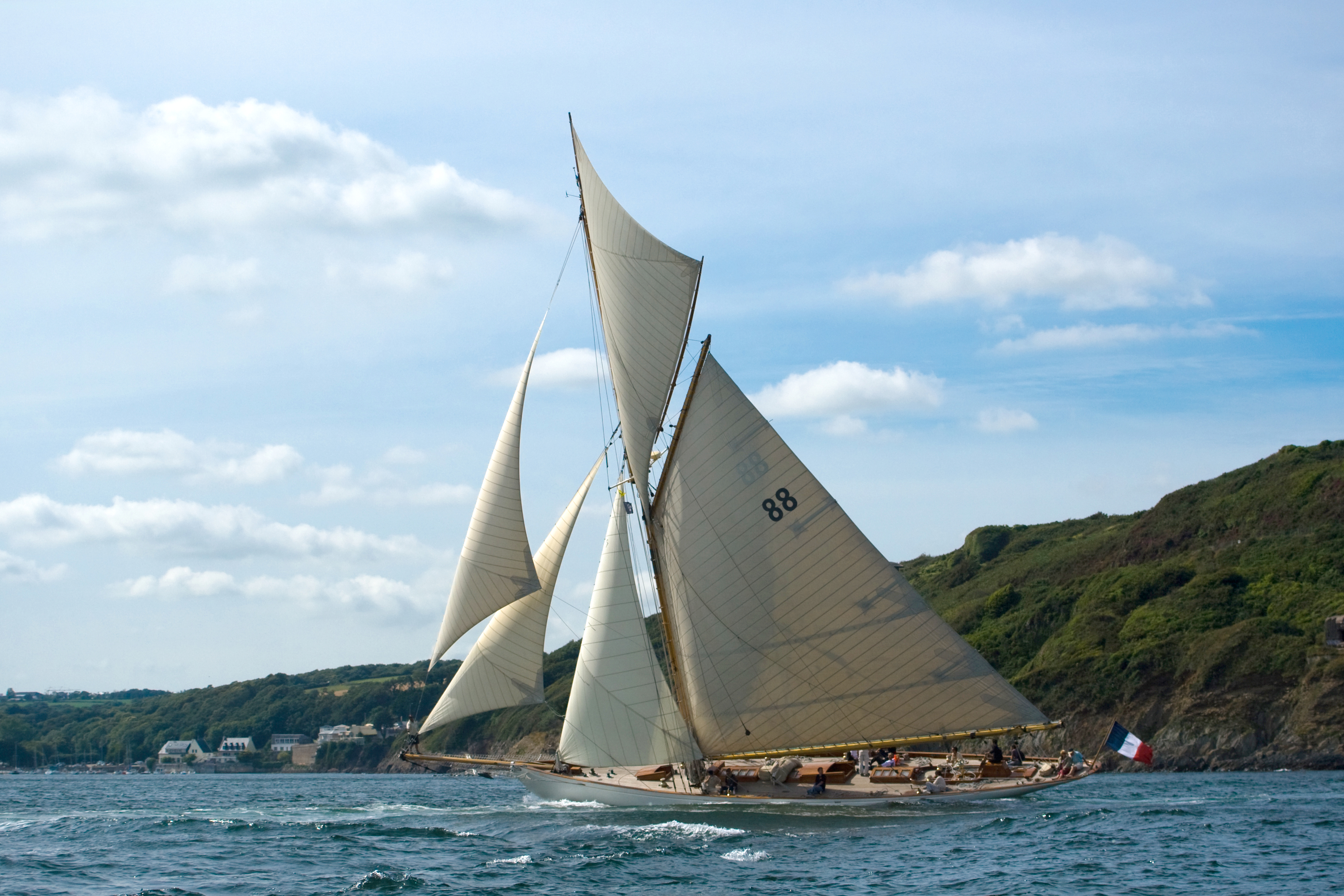
Moonbeam beim maritimen Festival Brest 2008

- Pen Duick I (1898) ex Yum, Griselidis, letzter Eigner: Eric Tabarly
- Shamrock I (1899) – America’s Cup, Eigner: Sir Thomas Lipton
- Shamrock III (1903) – America’s Cup, Eigner: Sir Thomas Lipton
- Eva (1906), letzter Eigner Pete Townshend
- Tuiga (1909) – 15mR, D3, Eigner: Yachtclub von Monaco
- Lucky Girl (1909) – 8mR, H1 Bronzemedaille Olympische Spiele 1912, Stockholm
- Erna Signe (1911) – 12mR, Silbermedaille Olympische Spiele 1912, Stockholm
- Moonbeam IV (1914) – 110 Fuß
- Sumurun (1914) – 94 Fuß[2]
- Emily (1924) – 8mR Silbermedaille
- Rhona (1927) 12mR
- Fintra (1928) – 6mR, Goldmedaille beim British American Six Metre Cup 1928
- Cambria (1928) – 23mR, 135 Fuß Yacht der Big-Class
- Altair (1931) – Gaffelschoner, von Albert Obrist 1989 aufwendig restauriert
- Latifa (1934) – Yawl, Spitzgatter, ein Modell ziert den Kirchturm der Parish Church in Fairlie
- Eilean (1936) – 2011 im Besitz von Angelo Bonati und bis 2009 renoviert.